# Zuckerzeit
Zuckerzeit (с нем. — «Сахарное Время») — третий студийный альбом немецкой электроной группы Cluster, выпущенный в декабре 1974 года на лейбле Brain. Сопродюсером альбома выступил Михаэль Ротер, их коллега по группе в сайд-проекте Harmonia. Музыка на «Zuckerzeit» знаменует собой переход от резких ранних работ Cluster к более ритмичному, ориентированному на поп-музыку звучанию Pitchfork поставил альбом на 63-е место в своем списке «100 лучших альбомов 1970-х годов», в то время как писатель и музыкант Джулиан Коуп включил «Zuckerzeit» в свой список «Krautrock Top 50».

## Об альбоме
«Zuckerzeit» был записан после переезда Cluster из Западного Берлина в сельскую местность Форст и появился после их сотрудничества с гитаристом Neu! Михаэлем Ротером на альбоме Harmonia 1973 года «Musik von Harmonia». Короткие инструментальные треки альбома ознаменовали переход группы к поп-ориентированному стилю, в котором использовались дешёвые драм-машины и синтезаторы. Каждый трек является сольной композицией, причём два участника записывались отдельно в разные дни; The Quietus отметили, что «на самом деле это два сольных EP, маскирующихся под совместный релиз».
Ротер считается сопродюсером, но его основная роль заключалась в том, чтобы оставить группе часть своего оборудования, включая инструменты Farfisa, четырехдорожечный магнитофон, стереомикшер и драм-машину Elka Drummer One. С последним группа экспериментировала со смешиванием нескольких предустановленных ритмов одновременно, а также запускала драм-машину с помощью педалей эхо, вибрато и wah-wah и полностью вырезала части ритма.

## Приём
| Оценки критиков | Оценки критиков |
| Источник        | Оценка          |
| --------------- | --------------- |
| AllMusic        | [ 10 ]          |
| Mojo            | [ 11 ]          |
| Pitchfork       | 9.0/10          |

Джон Буш из AllMusic описал «Zuckerzeit» как «неожиданный скачок от расширенных космических джемов Cluster 71 на неизведанную территорию […], сочетающий навязчивое мелодическое чувство дуэта с чёткими, скрипучими барабанными программами». Энди Бета из Pitchfork описал его как «электронный поп в его самом разнообразном проявлении», а также сравнил это с «сахарной перегрузкой: головокружительной, заразительной, маниакальной и немного тошнотворной». Питер Ковел из Vinyl Me, Please заявил, что «даже с драм-машинами и синтезаторами Cluster преодолели жёсткость, которая отличала их более успешных коллег из Kraftwerk, создавая более объёмную, импровизационную электронную музыку».

## Наследие
В обзоре бокс-сета Cluster «1971-1981» Пол Симпсон из AllMusic назвал альбом «шедевром, [который] сочетал трипперные ритмы драм-машины с одурманивающими, пасторальными мелодиями, что привело к искажённому, игривому видению футуристической поп-музыки. Запись остается переломным моментом в электронной музыке и, несомненно, является одним из лучших альбомов 70-х». Писатель Ульрих Адельт заявил, что «влияние альбома на электронную музыку было значительным, и многие другие современные группы скопировали его Lo-Fi звучание». The Quietus заявили, что альбом «несомненно, стал образцом для очень многих ранних исполнителей Warp Records».
Pitchfork поставил альбом на 63-е место в своем списке «100 лучших альбомов 1970-х годов». Среди его поклонников Брайан Ино и Джулиан Коуп, причем Коуп включил «Zuckerzeit» в свой список «Krautrock Top 50».

## Список композиций
| №                   | Название            | Автор(ы)             | Перевод             | Длительность |
| ------------------- | ------------------- | -------------------- | ------------------- | ------------ |
| 1.                  | «Hollywood»         | Ханс-Йоахим Роделиус | Голливуд            | 4:48         |
| 2.                  | «Caramel»           | Дитер Мёбиус         | Карамель            | 2:58         |
| 3.                  | «Rote Riki»         | Мёбиус               | Красная Рики        | 6:18         |
| 4.                  | «Rosa»              | Роделиус             | Роза                | 4:13         |
| Общая длительность: | Общая длительность: | Общая длительность:  | Общая длительность: | 18:17        |

| №                   | Название            | Автор(ы)            | Перевод             | Длительность |
| ------------------- | ------------------- | ------------------- | ------------------- | ------------ |
| 5.                  | «Caramba»           | Мёбиус              | Карамба             | 3:57         |
| 6.                  | «Fotschi Tong»      | Роделиус            | Фочи Тонг           | 4:21         |
| 7.                  | «James»             | Мёбиус              | Джеймс              | 3:21         |
| 8.                  | «Marzipan»          | Роделиус            | Марципан            | 3:14         |
| 9.                  | «Rotor»             | Мёбиус              | Ротор               | 2:40         |
| 10.                 | «Heiße Lippen»      | Роделиус            | Горячие Губы        | 2:23         |
| Общая длительность: | Общая длительность: | Общая длительность: | Общая длительность: | 19:56        |

## Участники записи
- Ханс-Йоахим Роделиус
- Дитер Мёбиус
- Михаэль Ротер — продюсер